# 康寧漢號驅逐艦 (DD-58)
康寧漢號驅逐艦（舷號DD-58）是一艘隸屬於美國海軍的驅逐艦，為塔克級驅逐艦的二號艦。她是美軍第一艘以康寧漢為名的軍艦，以紀念美國獨立戰爭時期的私掠軍官古斯塔夫·康寧漢（Gustavus Conyngham）。
康寧漢號在1914年於克雷普父子造船廠開始建造，在1915年下水，於1916年服役，其時第一次世界大戰已經爆發。接著康寧漢號主要留在大西洋訓練及作中立巡航。美國參戰後，康寧漢號被派往法國及愛爾蘭海域，掩護協約國船隻。期間康寧漢號曾與德國潛艇U-62號交戰。戰後康寧漢號留在加勒比海巡航，在1922年退役。1924年康寧漢號轉交美國海岸防衛隊，負責截查酒精走私。1933年康寧漢號重返海軍，在1934年除籍，按倫敦海軍條約出售拆解。